# Левський
Ле́вський (болг. Левски) — місто в Плевенській області Болгарії. Адміністративний центр общини Левський.

## Населення
За даними перепису населення 2011 року у місті проживали 9872 особи.
Національний склад населення міста:
| Національність   | Кількість осіб | Відсоток |
| ---------------- | -------------- | -------- |
| болгари          | 7518           | 85,0%    |
| турки            | 833            | 9,4%     |
| цигани           | 409            | 4,6%     |
| інша             | 23             | 0,3%     |
| не визначились   | 65             | 0,7%     |
| Всього відповіли | 8848           |          |

Розподіл населення за віком у 2011 році:
Динаміка населення: